# Bjerken
Bjerken (toen: Bjærken) is een gedicht van Theodor Caspari. Het gedicht omschrijft het korte leven van Noorse berken. Het is kort maar gelukkig; hij bloeit in de lente met wel duizenden bladeren en sterft af in de herfst als de eerste sneeuw valt.
Tekst:
Med tusinde lyse Blade blir Bjerken en Vårdag til, den gladeste af de glade, til Bækkenes Fløitespil.
Hvert Hvisk af de lune Vinde, hun synger det ut met il, hvert flytgige Streif om Tinde, hun fanger det ind met Smil.
Men larmer i Naetter lange vel Hosten i Li og Lund, da svinder de glade Sange of Smilet om Bjerkens Mund,
og alle de gyldne Blade de feier sum Fnug afsted, den gladeste af de galde hun dør met den første Sne.
De Noorse componist Alf Hurum schreef er een toonzetting bij. Binnen het toch al kleine oeuvre van de Noor, bleef het alleen in manuscriptvorm en dus ook zonder opusnummer. 